# Ламбин, Борис Петрович
Борис Петрович Ламбин (нем. Lambien Bernhard; 1827—1893) — русский библиограф, библиотекарь библиотеки Петербургской академии наук; изобретатель.

## Биография
Родился в Санкт-Петербурге 6 (18) января 1827 года в дворянской семье. В 1845 году окончил Ларинскую гимназию; затем получил высшее образование. 
С 1850 года до своей смерти работал в центральной библиотеке Петербургской академии наук — старшим помощником библиотекаря 1-го (русского) отделения. По инициативе А. А. Куника Борис Петрович Ламбин со своим братом Петром предпринял первую попытку создания текущего библиографического указателя по отечественной и всемирной истории — «Русской исторической библиографии». Первоначально планировался выпуск из 6 страниц библиографии, но первый том, вышедший в 1861 год, составил 166 страниц. Последний десятый том библиографии составлял 470 страниц. Всего, в десяти томах «Русской исторической библиографии»  было описано свыше 44 тысяч книг, карт, периодических изданий, статей из журналов и газет по русской и мировой истории. В 2007 году вышло репринтное издание труда Ламбиных.
В 1885—1891 годах занимался проектами управляемого аэростата
Умер в Санкт-Петербурге 18 (30) мая 1893 года. Похоронен на Смоленском православном кладбище.

## Семья
В 1859 году женился на дочери коллежского секретаря Евдокии Дементьевне Евграфовой. Их дети:
- Антонина Борисовна Ламбина (1860–1914), с 1887 года работала Библиотеке Академии наук (младший помощник библиотекаря; зав. читальным залом)[7];
- Пётр (1862—1923)
- Ирина(1868[8]—?).